# Diagram Hertzsprunga-Russella
Diagram Hertzsprunga-Russella (H-R) – wykres klasyfikujący gwiazdy. Został skonstruowany w 1911 r. przez E. Hertzsprunga, a w 1913 r. udoskonalony przez H.N. Russella.
W wykresie tym na jednej z osi układu współrzędnych zaznaczony jest typ widmowy (lub temperatura fotosfery albo wskaźnik barwy), natomiast na drugiej osi naniesiona jest jasność absolutna (lub moc promieniowania). Na diagramie H-R gwiazdy grupują się w pewnych obszarach. Większość gwiazd tworzy tzw. ciąg główny (rozciągający się wzdłuż przekątnej od prawego dolnego do lewego górnego rogu wykresu). Jest on tworzony głównie przez młode gwiazdy (I populacji). Gałąź leżąca bezpośrednio poniżej ciągu głównego, to gałąź podkarłów (gwiazd II populacji). Na lewo i poniżej ciągu głównego znajduje się grupa białych karłów, natomiast nad ciągiem głównym znajdują się kolejno od prawej grupy: podolbrzymy, olbrzymy, jasne olbrzymy i nadolbrzymy.

## Ewolucja gwiazdy a położenie na diagramie
W czasie swojego życia, gwiazda podlega ewolucji. Na początku, gdy rozpoczyna się synteza wodoru, gwiazda przemieszcza się na diagramie H-R w lewo (rośnie jej temperatura) osiągając ciąg główny. Gdy zasoby wodoru zmniejszają się, a w reakcjach jądrowych coraz większą rolę zaczyna odgrywać hel, zmniejsza się temperatura powierzchni gwiazdy i rośnie jej jasność. W rezultacie gwiazda opuszcza ciąg główny przesuwając się na diagramie H-R w prawą stronę i w górę. To, jak długo gwiazda pozostaje w ciągu głównym, zależy od jej masy:
- Gwiazdy o masie poniżej 10% M☉ (masy Słońca) po bardzo długim czasie stają się od razu białymi karłami[2].
- Jeżeli masa gwiazdy wynosi od 10%–25% M☉ to gwiazda po bardzo długim czasie z gwiazdy ciągu głównego stanie się błękitnym karłem a następnie białym karłem[2].
- Gwiazdy z ciągu głównego o masie od 0,25 do 3 M☉ w końcu swego życia stają się czerwonymi olbrzymami, a ostatecznie po „spaleniu” helu stają się białymi karłami.
- Gdy masa gwiazdy jest większa od 3 M☉, to po krótkim pobycie na ciągu głównym gwiazda staje się nadolbrzymem, nową lub supernową, by ostatecznie skończyć jako biały karzeł, gwiazda neutronowa lub czarna dziura.

## Historia
W 1908 roku Ejnar Hertzsprung stworzył pierwszy wykres ilustrujący zależność jasności od barwy dla gromad gwiazd. W 1911 roku opublikował kilka wersji wykresu, w których porównał kolor i jasność gwiazd należących do kilku gromad otwartych. Narysował on krzywą reprezentującą zmianę jasności obserwowalnej tych gwiazd jako funkcję koloru. Hertzsprung zaobserwował, że punkty na wykresie nie były rozrzucone przypadkowo. 
W 1910 roku Hans Rosenberg opublikował podobny wykres w czasopiśmie Astronomische Nachrichten.
W roku 1913 Henry Norris Russell niezależnie doszedł do tych samych wniosków (opublikował wykresy) na podstawie innych obserwacji gwiazd. 
Praca Hertzsprunga i Russella wykazała istnienie zależności pomiędzy jasnością a temperaturą efektywną gwiazd. Wykres, który ilustruje tę zależność, został nazwany początkowo „diagramem Russella” (ten naukowiec był wówczas bardziej ceniony od Hertzsprunga), następnie „diagramem Russella-Hertzsprunga” a ostatecznie diagramem Hertzsprunga-Russella lub w skrócie diagramem H-R. Pełni on w astronomii podobną rolę, jak układ okresowy pierwiastków w chemii.